# خوسيه رامون باليجر كابريرا
خوسيه رامون باليجر كابريرا هو سياسي كوبي، ولد في 6 يونيو 1932 في مدينة سانتياغو دي كوبا في كوبا.